# Jan Skuin

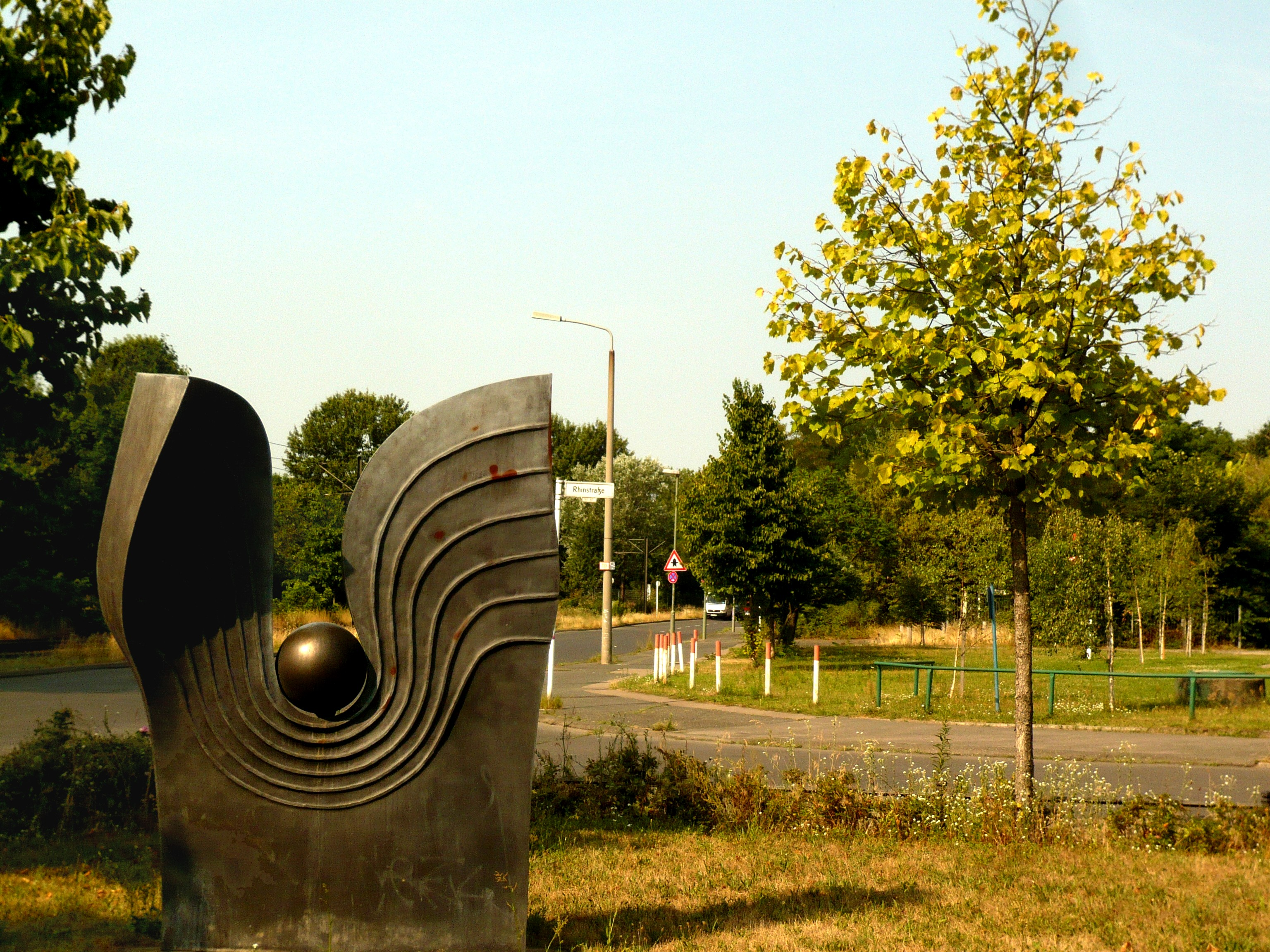
Dynamischer Körper in der Allee der Kosmonauten

Jan Skuin (* 1943 in Königsberg (Preußen); † 2018) war ein deutscher Metallkünstler.

## Leben
Skuin absolvierte von 1964 bis 1967 in Berlin bei Fritz Kühn eine Lehre als Kunstschmied. Von 1968 bis 1972 machte er im Fach Plastik an der Kunsthochschule Berlin-Weißensee ein Abendstudium. Dabei erhielt er besondere Anregungen von Karl Lemke. Von 1969 bis 1973 baute Skuin am Institut für Denkmalspflege der DDR die Abteilung Metallrestaurierung auf. Ab 1973 betrieb er als freiberuflicher Metallgestalter in Berlin-Bohnsdorf eine gemeinsame Werkstatt mit Rüdiger Roehl.
Er versuchte unter anderem auch, Berlin über die Mauer zu verlassen, wurde aber von Grenzsoldaten festgenommen und mit Gefängnis bestraft.
Skuin war bis 1990 Mitglied des Verbands Bildender Künstler der DDR und danach des Verbands Bildender Künstler Berlin.

## Werke (Auswahl)
- 1985: Fliegender Amboß in Berlin-Johannisthal, Sterndamm Ecke Großberliner Damm[3]
- 1985: Stele für Konrad Wolf (Stahl; Bernau)
- 1986: Seerosenbrunnen (zusammen mit Rüdiger Roehl), in Berlin-Friedrichshain, Palisadenstraße Ecke Friedenstraße[3]
- (ohne Jahr) Das sitzende Buch mit Frucht[4]
- 1986: Dynamischer Körper in Berlin-Lichtenberg, Allee der Kosmonauten 25; Stahl und Messing[3]
- 1985–1987: Hauszeichen in Berlin-Marzahn, Glambecker Ring 193/194: Mann in der Kugel (nicht erhalten), Grumsiner Straße 1: Fliegender Fisch[5]
- um 1987: Haupttür vom Rathaus Marzahn am Helene-Weigel-Platz (zusammen mit Rüdiger Roehl)
Die zweiflügelige Tür am Haupteingang bestand aus Eisen, Kunststoff und Glas und stellte stilisierte Pflanzenteile dar. Der Verbleib des Kunstwerkes ist nicht bekannt.[6]
- 1991: Erinnerungsplatte zur Maueröffnung (zusammen mit Rüdiger Roehl) in Berlin-Baumschulenweg, Sonnenallee[2]
- 1994: Harmonikaspieler, Stahl, in Berlin-Wedding auf dem Zeppelinplatz (zusammen mit dem Bildhauer G. Stade)[2][3]; als Titel ist in der Literatur irrtümlich „Köcher“ angegeben.
- 1994: Schwarz-Weißes Paar in Berlin-Mitte, Brückenstraße[3]
- 1995: Neugestaltung des Grabmals für den Architekten des Berliner Schlosses Friedrich August Stüler (zusammen mit Rüdiger Roehl) auf dem Dorotheenstädtischen Friedhof in Berlin-Mitte[2]
- 1995: Urpflanze in Berlin-Baumschulenweg, Späthstraße, vor dem Arboretum[3]
- 1999: Mahnmal für 15 Treptower Maueropfer (zusammen mit Rüdiger Roehl), in Berlin-Plänterwald am Grünzug Heidekampgraben, Ecke Kiefholzstraße
Inschrift: „In Treptow starben fünfzehn Menschen an der Berliner Mauer. Unter den Opfern waren 2 Kinder. Jörg Hartmann, 10 Jahre alt und Lothar Schleusener, 13 Jahre alt, erschossen am 14. 3. 1966.“
- 2000: Denkmal für die letzten Kriegstoten bei Kriegsende 1945, Massengrabanlage Alter Garnisonfriedhof in Berlin-Mitte (gemeinsam mit Rüdiger Roehl)[2]
- 2001: Deutsch-Deutsches Paar, Metallskulptur für die Kreisverwaltung Teltow-Fläming[2]
Zwei Menschen umarmen sich herzlich.
- 2001: Jeanne d’Arc, Metallskulptur, im Eingangsbereich der degewo-Verwaltung Berlin[2]
- 2002: Faun und Flöte, Kreisverwaltung Teltow-Fläming[2]
Jan Skuin fügte dem Kunstwerk folgenden Spruch hinzu: „Es ist einfacher ein Vermögen zu erringen als einen glücklichen Tag zu erleben.“
- 2003: Kopf mit Herz in Berlin-Rahnsdorf, Seniorenresidenz/Einkaufscenter Fürstenwalder Allee
Gemeinsam mit Rüdiger Roehl wurde auch der dortige Vorplatz gestaltet.[2]
- 2005/06: Kunstinstallation Steckenpferd träumt mit dem Regenbogen (zusammen mit Rüdiger Roehl), in Berlin-Marzahn, Havemannstraße, Metall, Bronze, Edelstahl und Kupferblech
Eine 7 Meter hohe Konstruktion nach einem Regenbogen farbig gestaltet, trägt an der Spitze einen Pferdekopf, unter dem ein Steckenpferd im Wind schaukelt. Das Kunstwerk markiert die Ahrensfelder Terrassen, durch Rückbau von Plattenbauten entstandene Wohngebäude.[7]
- 2007: Skulpturengarten Jan Skuin in Blankenfelde[2]
- (ohne Jahr) Traum vom Fliegen (im Skulpturengarten), nach einem Kinderlied von Bert Brecht[4]
- 2008: Brunnenplastik im Kulturverein in Blankenfelde[2]

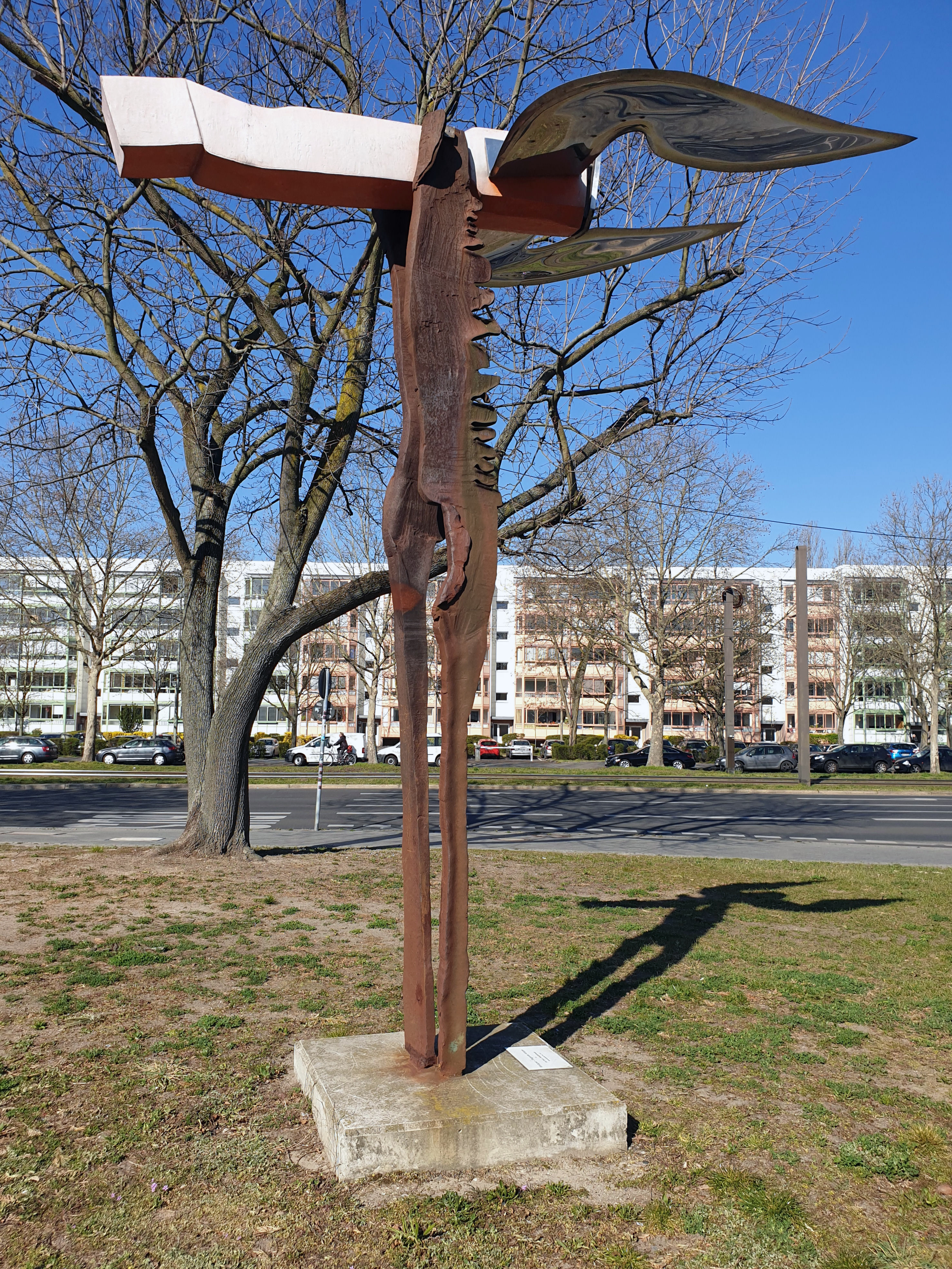
"Fliegener Amboss", 1985
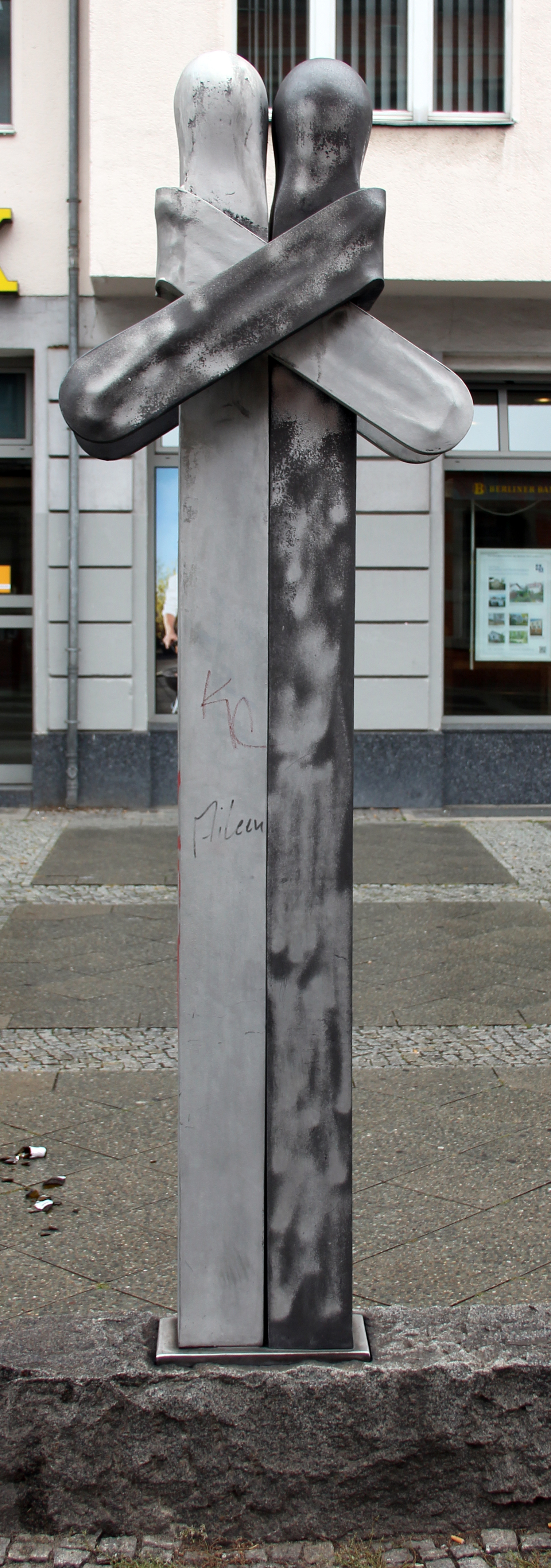
"Schwarz-weißes Paar", 1994
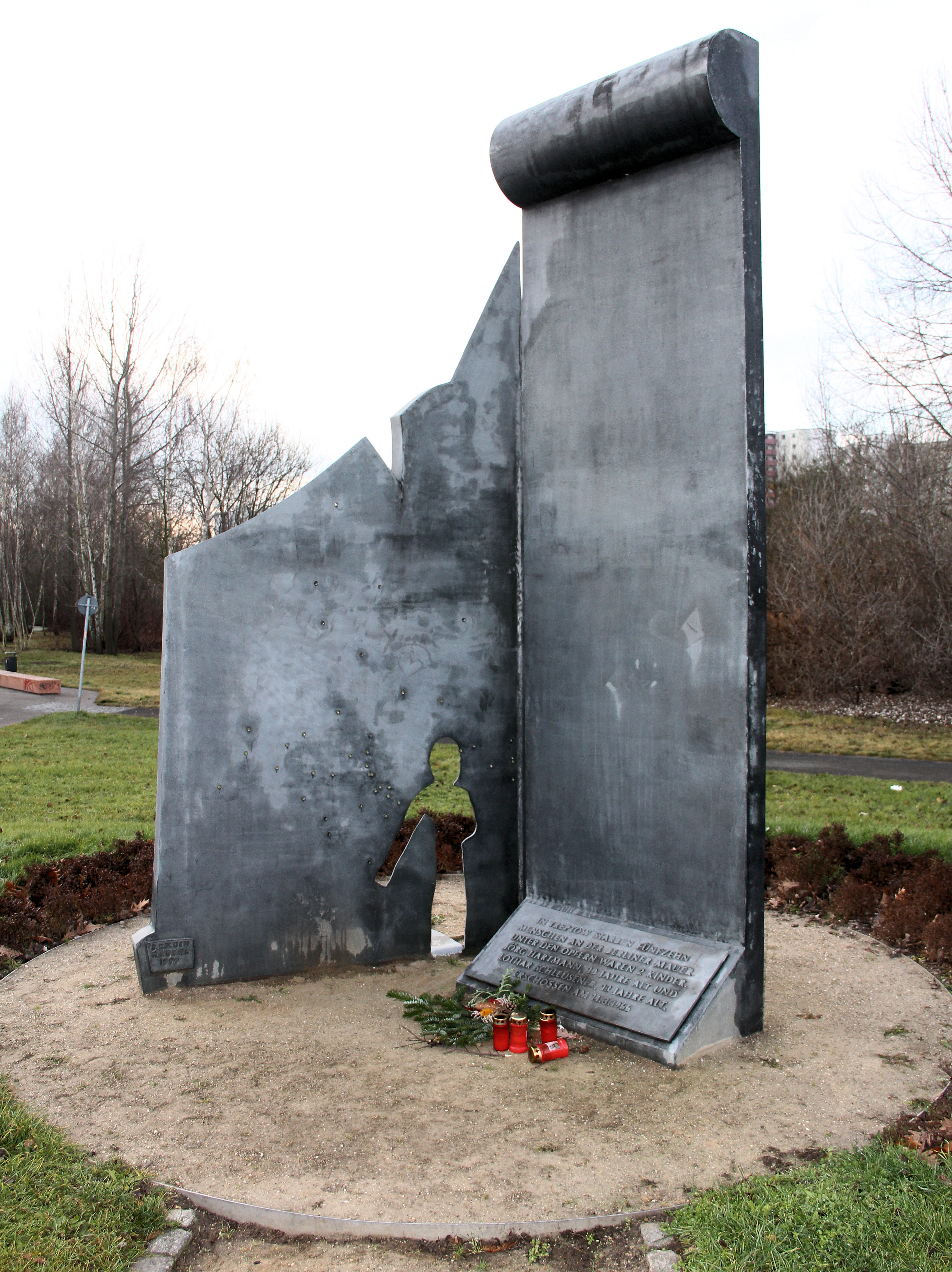
"Jörg Hartmann und Lothar Schleusener", 1999
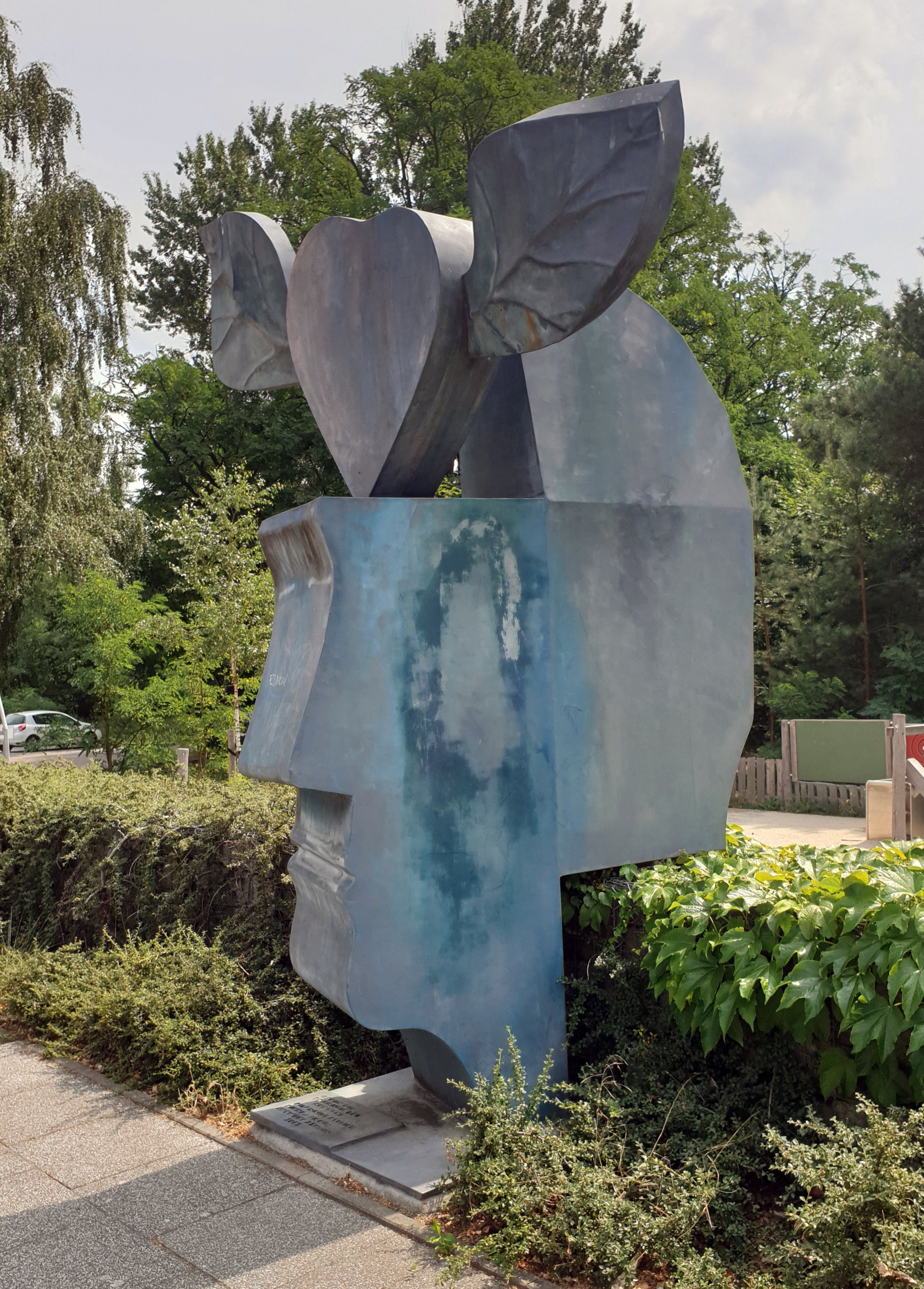
"Gegen die Trägheit des Herzens", 2002

## Ausstellungen (unvollständig)
- 1992–1995: auf Einladung der A.D.A.I. Künstlergruppe Frankreich im Département Ardèche
- 1998: in der Orangerie am Englischen Garten München
- 2001: in der Remise der degewo in Berlin-Pankow
- 2000: im Rahmen der Kunstausstellung EUROPA in der Neuen Galerie Aachen
- 2004: Kleinplastiken auf dem Gänsemarkt in Hamburg
- 2005: Teilnahme an der Kunstmesse Art Brandenburg in Potsdam-Babelsberg
- 2008: Gemeinsame Ausstellung mit dem Maler Ronald Paris im Kulturverein Blankenfelde

## Einschätzung seines Schaffens
Jan Skuin behandelte die menschliche Figur mit allen ihren Konflikten und versuchte diese in einprägsamen Werken darzustellen. Trotzdem sind seine Arbeiten stark differenziert, was auch durch die Verwendung unterschiedlichster Materialien wie Eisen, Edelstahl, Aluminium, Bronze, Glas oder Kunststoff unterstrichen wird. Skuin arbeitete ohne Modelle direkt mit den ausgewählten Materialien.